# Open Places
Open Places er en amerikansk stumfilm fra 1917 af W. S. Van Dyke.

## Medvirkende
- Jack Gardner som Constable Calhoun
- Carl Stockdale som Dan Clark
- Ruth King som Mollie Andrews